# Severínia
Severínia é um município brasileiro do estado de São Paulo. Tem uma população de 14.576 habitantes (IBGE/2022). O município faz parte da Região Metropolitana de São José do Rio Preto.

## História
O sertanista José Severino de Almeida é considerado o fundador de Severínia. Por volta de 1880 a 1890, ainda residente em Batatais, estado de São Paulo, o sertanista adquiriu com seus filhos uma área de terra superior a 2 000 alqueires, englobando as fazendas Palmeiras e Bagagem, toda ela composta por matas virgens e inexploradas.
Com o desbravamento do sertão paulista, a região passou a ser servida pela Estrada de Ferro São Paulo-Goiás, que levava o progresso, até, onde hoje se encontra a cidade de Nova Granada. Com isso, no dia 19 de fevereiro de 1914, dava início à fundação do Patrimônio de São José, com 50 alqueires de terras doadas por José Severino de Almeida.
Neste local foi instalada a estação de embarque e desembarque de passageiros e cargas. A estação recebeu o nome de Severínia, em homenagem ao fundador, porém, no dia da inauguração, para surpresa de todos, mudaram a placa indicativa da localidade e o nome passou a ser Luís Barreto, em homenagem ao conhecido médico Luís Pereira Barreto.
Iniciou-se de imediato uma disputa pelo nome da localidade, que fora travada pela família Almeida, por "Severínia", e Junqueira Franco, que lutava por "Luís Barreto".
Em 1921, através da Lei nº 1.806, de 1 de dezembro, o Patrimônio de São José foi elevado à categoria de Vila, sede de distrito de paz, com território desmembrado dos distritos de Cajobi e Olímpia, com a denominação de Severínia.
No mesmo ano foi criado o distrito policial e paróquia. Voltou ao seu primeiro nome pelo Decreto nº 4.891-B, de 13 de dezembro de 1931. Este Decreto foi revogado pelo de nº 9.532, de 20 de dezembro de 1938, entrando em vigor em 1939, segundo o Decreto nº 9.726, de 12 de dezembro de 1938, definitivamente com o nome de Severínia, foi elevado à condição de município na mesma Comarca, com sede no Distrito de igual nome e com o território do respectivo distrito, pela Lei nº 2.456, de 30 de dezembro de 1953, posta em execução em 1 de janeiro de 1954.

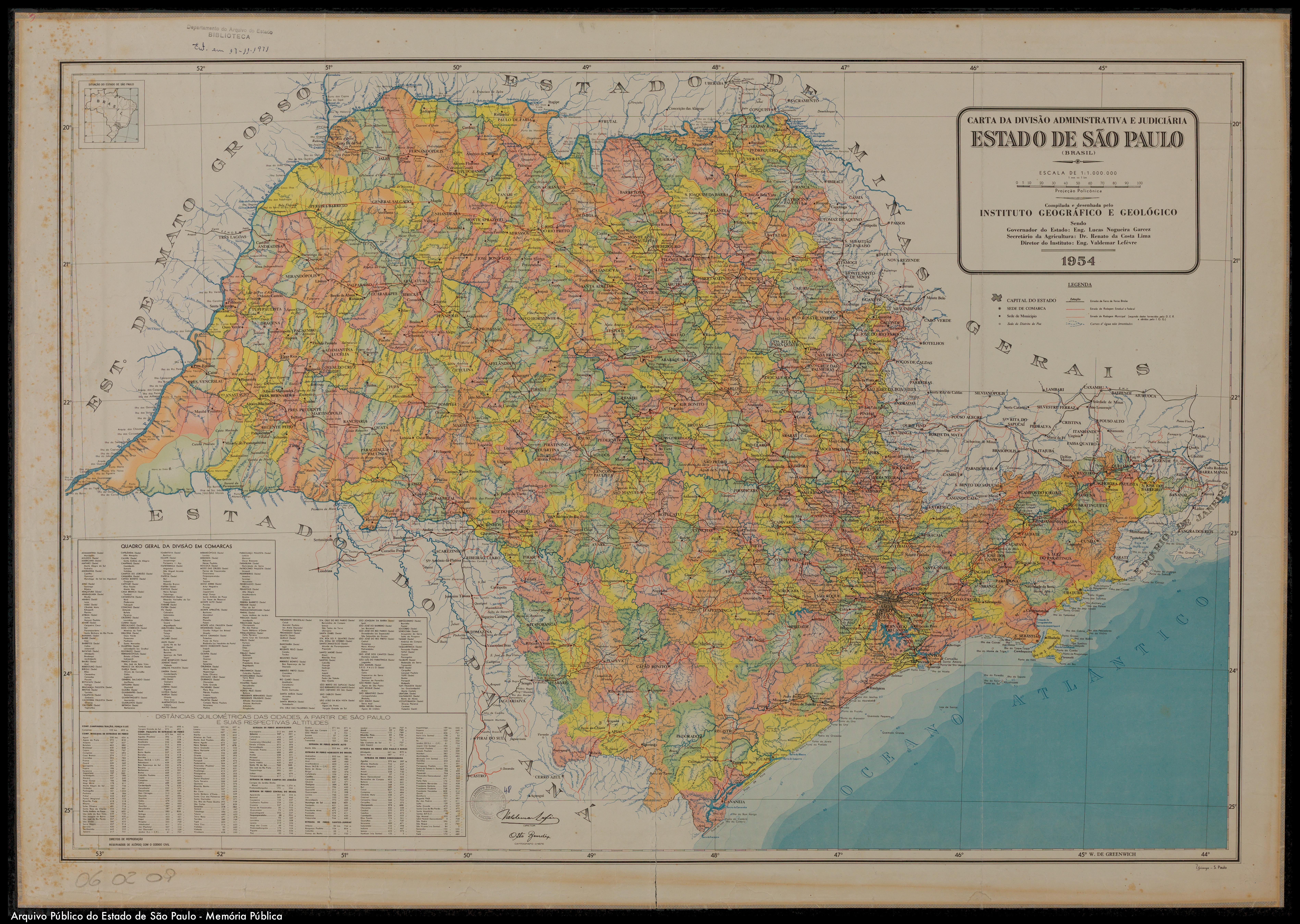
Estado de São Paulo (1953).

No dia 24 de agosto de 2021, Severínia passou a fazer parte da Grande Rio Preto, através da lei complementar nº 1.359.

## Geografia
Localiza-se a uma latitude 20º48'34" sul e a uma longitude 48º48'10" oeste, estando a uma altitude de 605 metros. Possui uma área de 140,395 km².

### Hidrografia
- Rio da Cachoeirinha

### Rodovias
- SP-322
- SP-373
- BR-265

## Demografia

### População
| Crescimento populacional                             | Crescimento populacional | Crescimento populacional | Crescimento populacional |
| Ano                                                  | População Total          |                          | %±                       |
| ---------------------------------------------------- | ------------------------ | ------------------------ | ------------------------ |
| 1958                                                 | 7 352                    |                          | —                        |
| 1960                                                 | 7 116                    |                          | −3,2%                    |
| 1970                                                 | 6 787                    |                          | −4,6%                    |
| 1980                                                 | 7 879                    |                          | 16,1%                    |
| 1991                                                 | 10 280                   |                          | 30,5%                    |
| 2000                                                 | 13 605                   |                          | 32,3%                    |
| 2010                                                 | 15 501                   |                          | 13,9%                    |
| 2022                                                 | 14 576                   |                          | −6,0%                    |
| Est. 2024                                            | 14 724                   | [ 7 ]                    | 1,0%                     |
| Fontes: Censos Demográficos IBGE e Estimativas SEADE |                          |                          |                          |

### Dados demográficos
Dados do Censo - 2010
População total: 20 502
- Urbana:  14 774
- Rural: 780
- Homens: 8 045[12]
- Mulheres: 7 456
- Travesti: 120
- Indefinido 47

Densidade demográfica (hab./km²): 110,38

## Política e administração

### Lista de prefeitos
18ª Legislatura: De 1 de janeiro de 2025 a 31 de dezembro de 2028
- Prefeito:  Guilherme Augusto de Almeida Sicchieri
- Vice-prefeito: Dr. João Batista Ribeiro da Silva, falecido em 25/10/2024
- Presidente da Câmara - Biênio 2025-2026: Cesar Hammoud

* Na 18ª Legislatura, o Vice-Prefeito eleito, Dr. João Batista Ribeiro da Silva, faleceu após as eleições, no dia 25 de outubro de 2024, antes mesmo da diplomação, embora a Justiça Eleitoral tenha emitido seu diploma.
17ª Legislatura: De 1 de janeiro de 2021 a 31 de dezembro de 2024
- Prefeita:  Gláucia Emilia Scatolin -
- Vice-prefeito: Guilherme Secchieri
- Presidente da Câmara - Biênio 2021-2022: Carlos Jorge

* Na 17ª Legislatura houve renúncias da Prefeita Gláucia Emília Scatolin e do Vice-Prefeito Guilherme Augusto de Almeida Secchieri, ambas no dia 10/10/2024. No mesmo dia, o Presidente da Câmara, Vereador Ederson José da Costa assumiu interinamente como Prefeito. Na Sessão Ordinária realizada no dia 15/10/2024, foi realizada eleição indireta na Câmara Municipal de Severínia para preenchimentos dos cargos de Prefeito e Vice-Prefeito, tendo sido eleitos os senhores Ederson José da Costa, como Prefeito Municipal, e João Carlos Jorge, como Vice-Prefeito, os quais permaneceram nos cargos até o final da Legislatura, em 31/12/2024.
16ª Legislatura: De 1 de janeiro de 2017 a 31 de dezembro de 2020
- Prefeito:  Celso da Silva
- Vice-prefeito: Dr. João Batista Ribeiro da Silva

15ª Legislatura: De 1 de janeiro de 2013 a 31 de dezembro de 2016
- Prefeito:  Edwanil de Oliveira
- Vice-prefeito: Guilherme Secchieri

14ª Legislatura: De 1 de janeiro de 2009 a 31 de dezembro de 2012
- Prefeito:  Raphael Cazarine Filho
- Vice-prefeito: Ivo Ariovaldo Pimenta

13ª Legislatura: De 1 de janeiro de 2005 a 31 de dezembro de 2008
- Prefeito:  Dr. Isidro João Camacho
- Vice-prefeito: Raphael Cazarine Filho

12ª Legislatura: De 1 de janeiro de 2001 a 31 de dezembro de 2004
- Prefeito:  Dr. Isidro João Camacho
- Vice-prefeito: Orlando de Domingos

11ª Legislatura: De 1 de janeiro de 1997 a 31 de dezembro de 2000
- Prefeito:  Mário Lúcio Lucatelli
- Vice-prefeito: Orlando de Domingos

10ª Legislatura: De 1 de janeiro de 1993 a 31 de dezembro de 1996
- Prefeito:  Carlos Alberto Secchieri (faleceu no dia 09 de novembro de 1993)
- Vice-prefeito: Celso Aparecido Domingues (assumiu como Prefeito em 10 de novembro de 1993)

9ª Legislatura: De 1 de janeiro de 1989 a 31 de dezembro de 1992
- Prefeito:  Dr. João Batista Ribeiro da Silva
- Vice-prefeito: Gustavo de Almeida Filho

8ª Legislatura: De 1 de fevereiro de 1983 a 31 de dezembro de 1988
- Prefeito:  Amélio Sichieri
- Vice-prefeito: Raphael Cazarine

7ª Legislatura: De 1 de fevereiro de 1977 a 31 de janeiro de 1983
- Prefeito:  Gustavo de Almeida Filho
- Vice-prefeito: Antonio Calissi

6ª Legislatura: De 1 de fevereiro de 1973 a 31 de janeiro de 1977
- Prefeito:  Jovelino José Lopes
- Vice-prefeito: Isidro Camacho

5ª Legislatura: De 1 de fevereiro de 1970 a 31 de janeiro de 1973
- Prefeito:  Orandyr de Almeida Luz
- Vice-prefeito: Milton Antonio Ribeiro

4ª Legislatura: De 1 de janeiro de 1967 a 31 de janeiro de 1970
- Prefeito:  Gustavo de Almeida Filho
- Vice-prefeito: Miguel Galib Tannuri

3ª Legislatura: De 1 de janeiro de 1963 a 31 de dezembro de 1966
- Prefeito:  Jovelino José Lopes
- Vice-prefeito: João Sichieri

2ª Legislatura: De 1 de janeiro de 1959 a 31 de dezembro de 1962
- Prefeito:  Dr. José Souza de Morais
- Vice-prefeito: Geraldo Ferrarese

1ª Legislatura: De 1 de janeiro de 1955 a 31 de dezembro de 1958
- Prefeito:  José Marcelino de Almeida
- Vice-prefeito: Luiz Scandiuzzi

### Subdivisões
Severínia possui os seguintes bairros:
- Centro
- Vila Santo Antonio
- Jardim Alvorada
- Residencial Santa Maria
- Vila Amatti
- Vila Adriana
- Residencial Karina
- Conjunto Habitacional Gustavo Hezequiel de Almeida
- COHAB II
- Jardim Victória
- Distrito Industrial
- Residencial Camacho I
- Residencial Camacho II
- Residencial Camacho III
- COHAB IV
- Vilinha
- Jardim Primavera
- Jardim Primavera II
- Jardim Dona Luíza
- CDHU
- Jardim Maldonado
- Jardim Nova Cidade
- Loteamento Jardim Cidade de Deus

Além do povoado de Alvora.

## Infraestrutura

### Comunicações
O sistema de telefones automáticos foi inaugurado na cidade em 1974 pela Telecomunicações de São Paulo (TELESP), que também implantou o sistema de discagem direta à distância (DDD) em 1985 com o código de área (0172). Anteriormente a cidade era atendida pela Companhia Telefônica Brasileira (CTB).
Na década de 90 o código DDD da cidade foi alterado para (017), para padronização do sistema telefônico com a telefonia celular que estava sendo implantada em todo o estado.

## Religião
O Cristianismo se faz presente na cidade da seguinte forma:
Igreja Católica
| Diocese             | Paróquia |
| ------------------- | -------- |
| Diocese de Barretos | São José |

A Paróquia São José foi fundada no ano de 1928.

### Igrejas Evangélicas
Entre as igrejas protestantes históricas, pentecostais e neopentecostais, encontram-se na cidade:
- Assembleia de Deus Ministério do Belém.[23][24]
- Congregação Cristã no Brasil.[25]